# Irja von Bernstorff

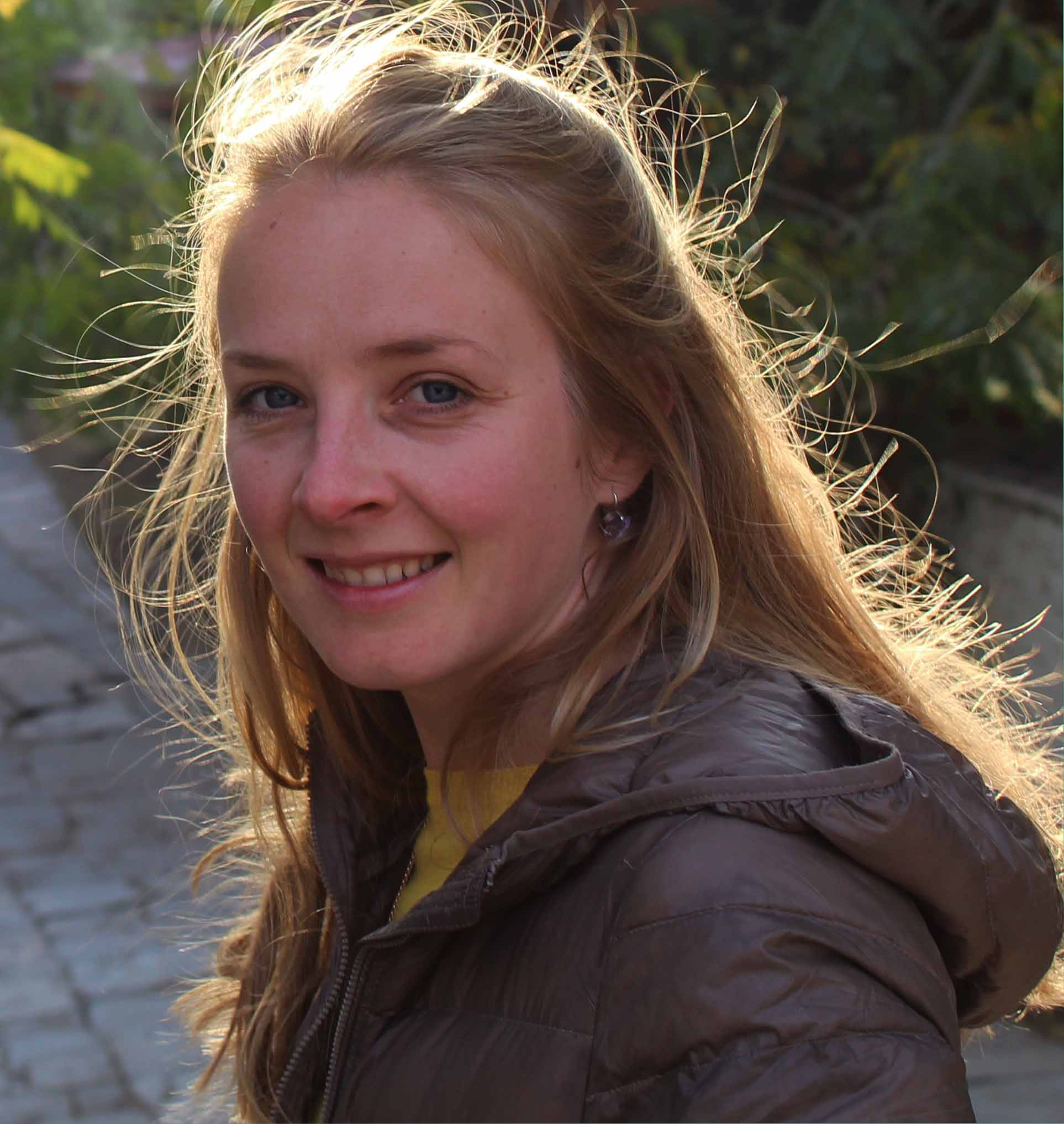
Irja von Bernstorff (2017)

Irja von Bernstorff (geb. Irja Martens, * 1983 in München) ist eine deutsche Regisseurin, Autorin und Produzentin von Dokumentarfilmen.

## Leben und Werk
Nach ihrem Studium der Theater- und Medienwissenschaften in Bayreuth und Paris arbeitete sie von 2006 bis 2016 für fechnerMEDIA. Neben diversen Dokumentarfilmprojekten für das deutsche Fernsehen und internationalen Koproduktionen u. a. für NHK in Japan, führte sie 2013 für den ARTE Themenabend Zukunft findet Stadt (Produktion: fechnerMEDIA, Redaktion: Natalie Weber und Wolfgang Wirtz-Nentwig SR/ARD) Regie. Dieser umfasste eine 45-minütige Reportage „Stadt der Zukunft - Zukunft der Stadt“ über die zukünftige Entwicklung von Städten und einen 52-minütigen Dokumentarfilm „Wie wird die Stadt satt?“ über die Nahrungsmärkte der Zukunft, ausgezeichnet mit dem Deutschen Umwelt- und Nachhaltigkeitspreis 2014. Das begleitende interaktive Online-Portal auf ARTE Future mit dem Titel Urban Gardening – Begrüne Deine Stadt wurde ausgezeichnet mit dem Deutschen Wirtschaftsfilmpreis 2014. Seit 2013 arbeitet und lebt sie zusammen mit ihrem Mann und ihrer Tochter in Bhutan, wo von Bernstorff eine 25-teilige fiktionale TV-Serie über die drohende Landflucht in Bhutan für den einzigen bhutanischen Fernsehsender BBS realisiert hat. Aus den Dreharbeiten dazu entstand ihr erster mehrfach ausgezeichneter Kino-Dokumentarfilm „The Farmer and I“.

## Filmografie
- 2011: Atommüll in meinem Garten (Regie, Redaktion ZDF Umwelt)
- 2011: Visionen 2050, Kurzfilm (Buch und Regie, Rat für Nachhaltige Entwicklung)
- 2012: The World after Fukushima (Regie, NHK Tokyo)
- 2013: Ecopolis: Stadt mit Zukunft, Animationsfilm (Buch und Regie, Heinrich-Böll-Stiftung)
- 2013: Wie wird die Stadt satt? (Regie, Redaktion Saarländischer Rundfunk / arte)
- 2013: Stadt der Zukunft, Zukunft der Stadt (Regie, Redaktion Saarländischer Rundfunk / arte)
- 2014: The Farmer - Sonam Zhingpa, 25-teilige fiktionale Serie (Regie, Redaktion BBS Bhutan)
- 2015: The Farmer and I, Kinodokumentarfilm (Buch und Regie)
- 2016: Yangka im Land des Glücks (Regie, Redaktion SWR / KIKA)
- 2017: Ridoy - Kinderarbeit für Fußballschuhe (Regie, Redaktion SWR / KIKA)
- 2020: Kinder der Klimakrise – 4 Mädchen, 3 Kontinente, 1 Mission (Regie, Buch, Produktion)

## Auszeichnungen
- 2014: Deutscher Umwelt- und Nachhaltigkeitspreis, Naturvisionen Filmfestival Ludwigsburg
- 2014: Deutscher Wirtschaftsfilmpreis, Bundesministerium für Wirtschaft und Energie
- 2016: The Farmer and I: Winner Best Documentary Film, Polish International Filmfestival[3]
- 2016: The Farmer and I: Winner Award of Excellence, Hollywood International Independent Documentary Awards